# Schaalbergerweg
De Schaalbergerweg is een voormalig wegwaterschap in de provincie Groningen.
Het waterschap had als taak het verlengen van de Schaalbergerweg en het verharden van de gehele weg. Om dit te bekostigen werd een geldlening afgesloten. Toen deze in 1964 was afgelost, werd de weg overgedragen aan de (toenmalige) gemeente Vlagtwedde.